# Малая Лая
Малая Лая — село в Пригородном районе Свердловской области России. Входит в муниципальный округ Горноуральский, управляется Горноуральской территориальной администрацией.
Ранее было центром Малолайского сельсовета Пригородного района.

## Население
| 2002 | 2010 | 2021 |
| ---- | ---- | ---- |
| 359  | ↘288 | ↘240 |

## География
Малая Лая расположена в лесистой местности, в 24 километрах северо-западнее Нижнего Тагила (по шоссе — в 26 километрах) на реке Лае, которая в черте села образует небольшой пруд. Возле села проходит автодорога регионального значения Екатеринбург — Серов.

## История
Село Малая Лая было основано в 1684 году старообрядцами (кержаками), которые занимались выжигом древесного угля для Кушвинского завода, а также ремёслами и сельским хозяйством.

## Инфраструктура
В Малой Лае есть православная церковь, работают клуб, фельдшерский пункт и почта.
От села до Нижнего Тагила ходит рейсовый автобус.

## Промышленность
- ООО «Карьер-3» (предприятие по добыче железной руды).

Также в селе есть два предприятия общественного питания около автодороги Нижний Тагил — Серов:
- трактир «У Сахила»,
- закусочная «Милано».

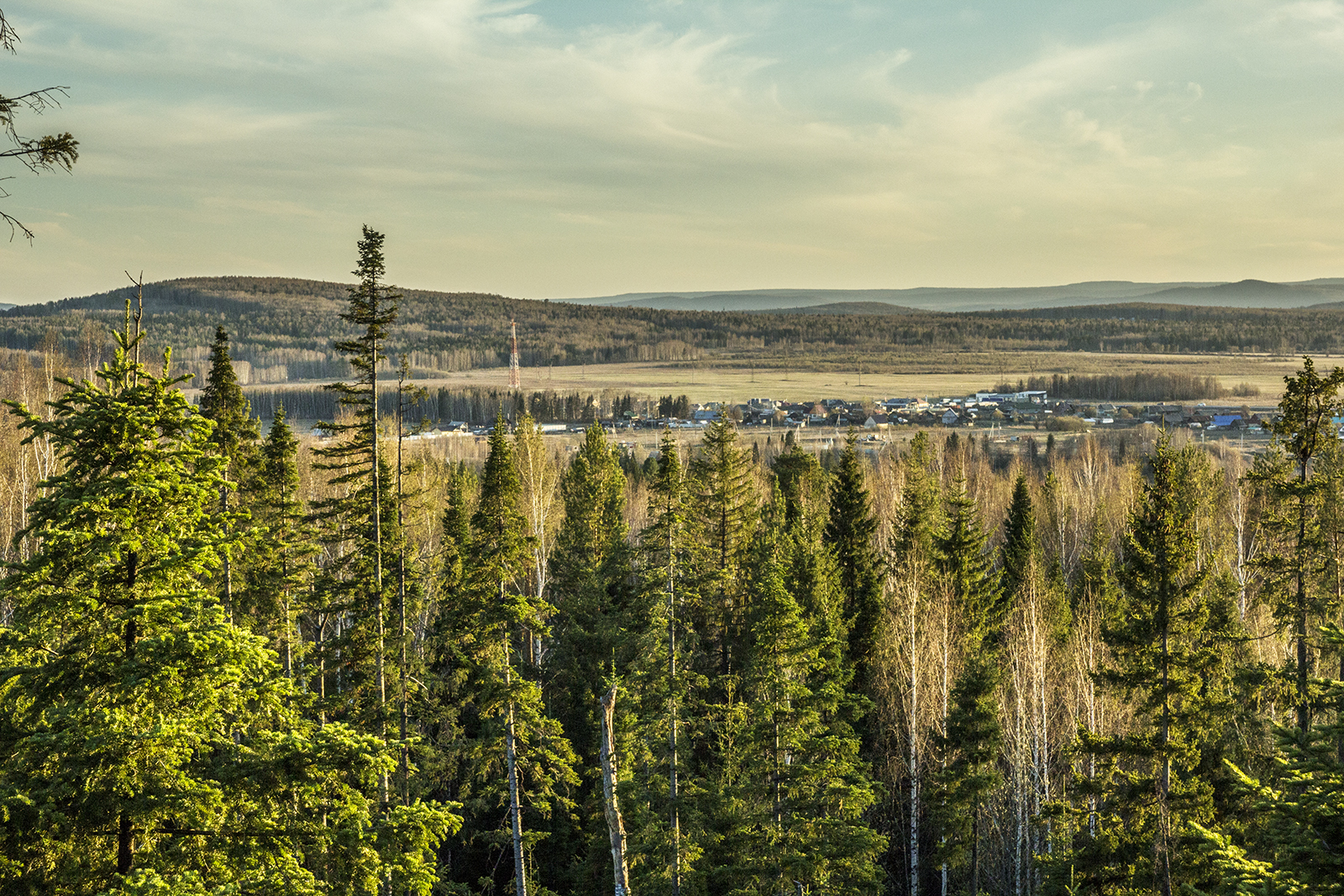
Вид на село с горы Знакомой
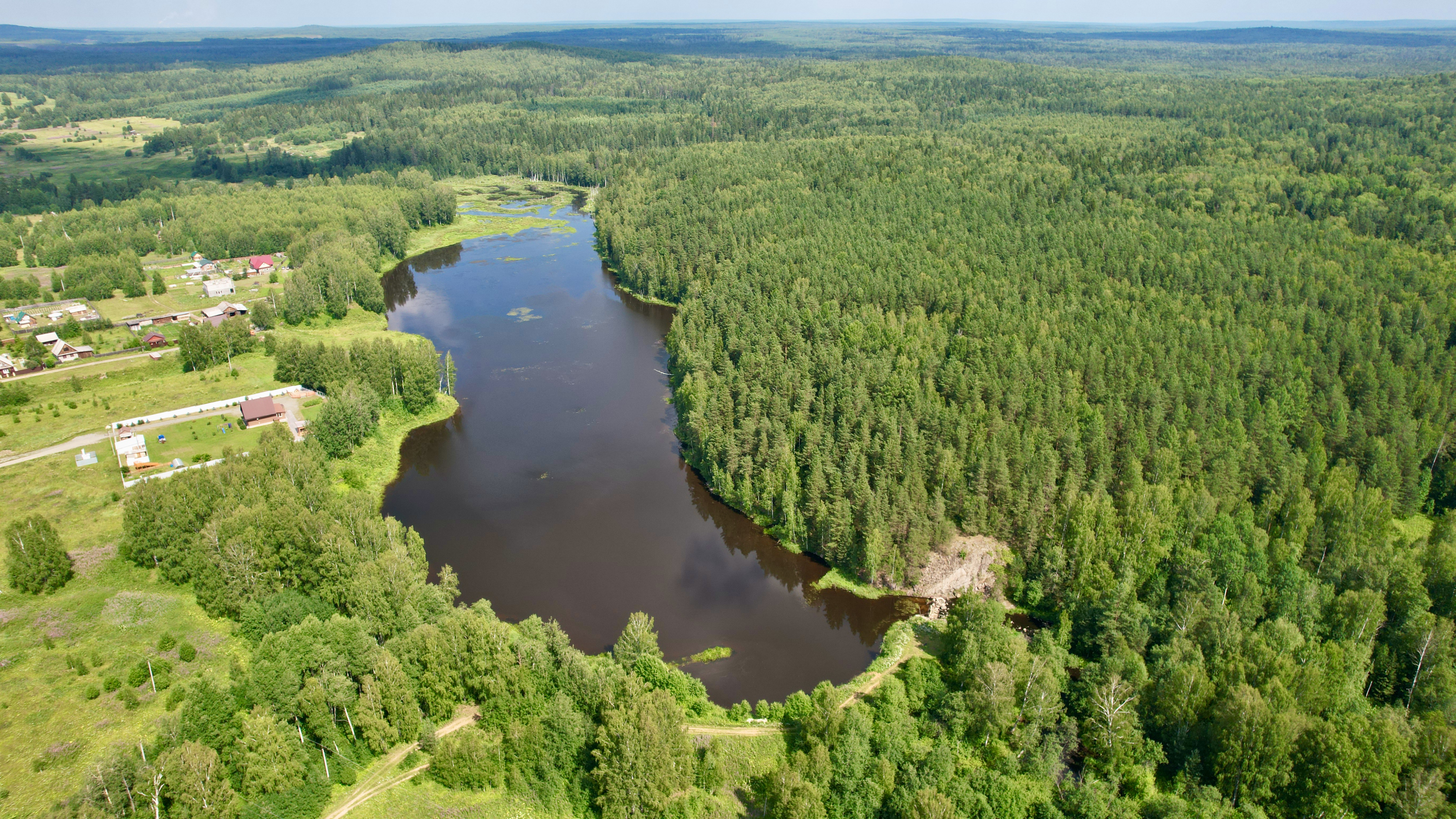
Пруд на реке Лая
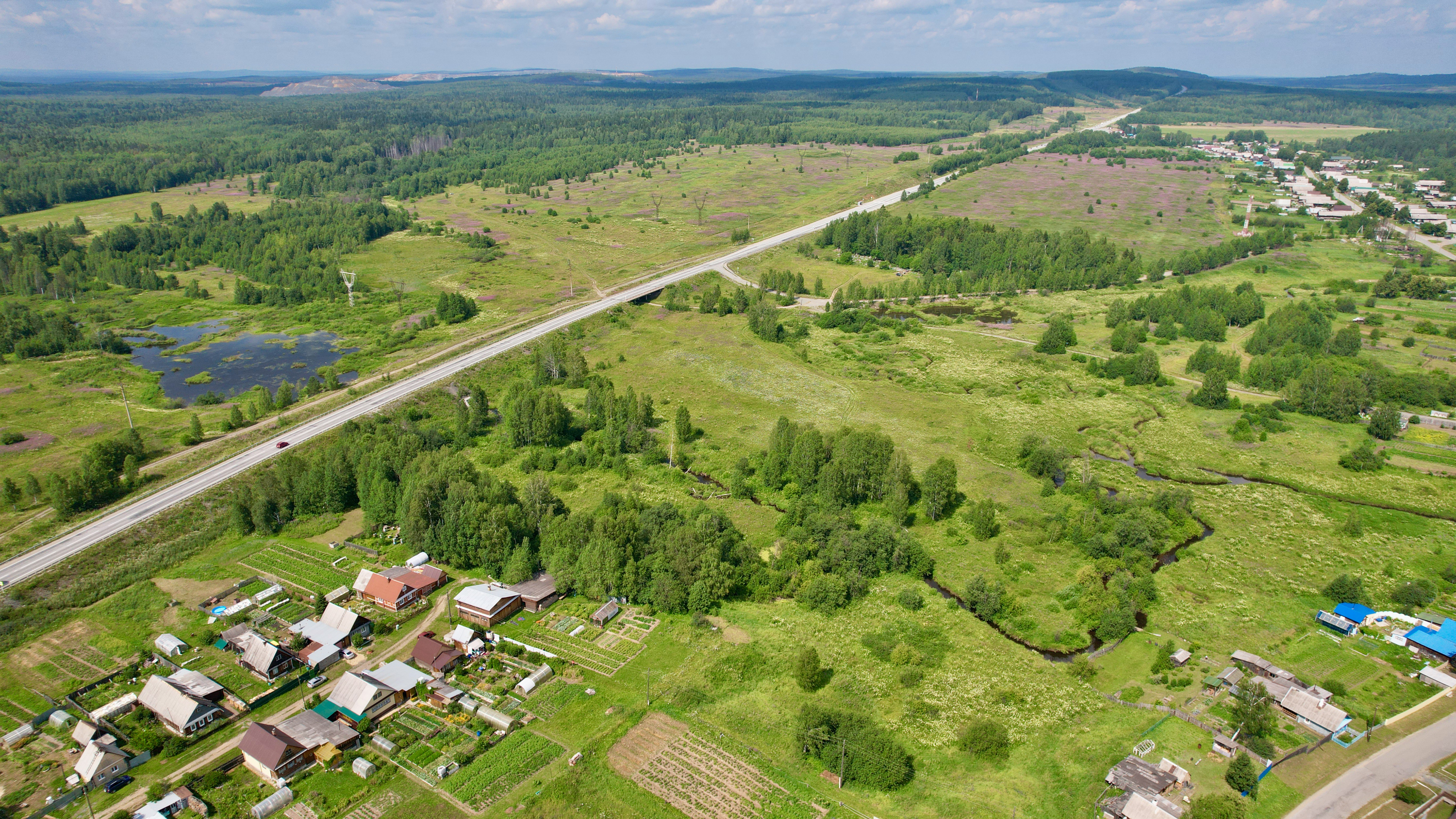
Северная часть села и автодорога Нижний Тагил — Серов